# ストレイト・ジャケット
『ストレイト・ジャケット』は榊一郎による日本のライトノベル。イラストは藤城陽が担当。富士見書房（富士見ファンタジア文庫）より2000年8月から2010年9月まで刊行された。略称「ストジャ」。2008年12月時点でシリーズ累計部数は55万部を突破している。
メディアミックスとして、2007年6月20日T.O Entertainmentプロデュースによるアニメ化が発表され、同日に公式サイトオープン。2007年秋より全3巻でDVDがリリースされる。
モールドと呼ばれる鎧をまとって魔族と戦う戦術魔法士「タクティカル・ソーサリスト（通称：ストレイト・ジャケット）」の青年レイオットと、彼の同居人でCSAである少女カペルテータの周りで起こる戦いの物語。彼らの住む街トリスタンで起こる魔族の事件と共に、裏で大きな謎が暗躍している。

## 登場人物

### 主要登場人物
レイオット・スタインバーグ (Reiot Steighnberg)
本作品の主人公であり、無資格の戦術魔法士。黒髪と黒い瞳の、東方系の外見だが孤児のため出身は不明。いつも黒いロイド型サングラスを鼻先に掛けていて、青いロング・コートを着用している。本名、年齢、全て不詳（外見的には二十代中盤ほど）。AB型。幼い頃の記憶がないようである。魔族専門の戦術魔法士として大陸でもトップクラスの実力の持ち主。過去にある人物を殺した自責の念からか生に対する執着が希薄だが、ネリンと会ってから少しずつ心境が変化している。普段は気だるげで胡散臭い雰囲気を醸し出しているが、魔族との戦闘中は非常にテンションが高くなる。斜に構えたような言動が目立つが、完全に他人を突き放すことができない甘さも持っているため、しばしばジャックやフィリシスからは「不器用」と評される。また、「周囲を気遣わない」と思われているが、戦闘中に後ろの人間に魔族の攻撃があたる、という状況で咄嗟に回避せず防御の魔法を使う一面も持つ（フィリシス曰く「甲斐性なしの癖に変なとこで気が利く」）。なお、唯一の趣味は料理であり、その腕はネリンよりも上手い。使用モールドは〈スフォルテンド〉。
銃器の扱いに長けており、拳銃からライフルまで幅広く使いこなす。
カペルテータと同居していて、一応は保護者に近い立場であり、食べ物やベッドや小遣いは過不足なく与えているが、束縛もしてはいない。最終巻の終章（本編の二年後）では恋人関係であることが示唆されている。
名前の元ネタはギター・メーカーのスタインバーガー。
カペルテータ・フェルナンデス (Kapeltetha Ferrnandess)
CSA（先天性魔法中毒患者）の少女。13歳。虚ろな心の持ち主で、何事にも淡々としている。紅い髪と同じ色の瞳という容姿に加え、眉と鎖骨の下の部分に二つずつ紅い球体が埋まっているという特徴を持つ。魔力の波動（イマジネーション・バースト）を捕らえ、魔族を察知する能力を持つ。また、記憶力がずば抜けて優れており、ほんの一瞬眼にしたものを瞬時に記憶し、それを写真並に絵に描くことが出来る。レイオットと同居しているが彼に対し明確な感情を表したことなどはなく、目的は不明。とある事件をきっかけにレイオットと知り合い、またその時に起きた出来事が彼女に大きな影響を及ぼした。レイオットは彼女が同居している理由は自身に対する復讐だと思っていたが、カペルテータ自身はそれを否定している。
最終巻ではモールドを装着し魔法を用いレイオット達の危機を救う。使用モールドは〈アセンブラのカペルテータ・カスタム〉。
紅茶に対する知識は人並み以上にある。
名前の元ネタはエレキギターやエレキベースのメーカーであるフェルナンデス。
ネリン・シモンズ (Nelin Simmonz)
労務省魔法管理局二級監督官の女性。難関の試験を20代の若さで突破したエリートだが、見た目はそうは見えない。性格は生真面目で、規則を重んじ、自分にも他人にも厳しい。レイオットからは「生真面目を絵に描いた上で額に填めて鉄壁に溶接したかのような人物」と評されている。レイオットが無資格の戦術魔法士であることを気にし、資格を取らせようとするなど何かと世話を焼いている。最近は以前はやらなかったであろう無茶な行為をとっさとはいえやってしまうなど、レイオットに感化されてきたようなところもある。童顔であることを気にしている。国家公務員のため、月給は高いが、大学の奨学金返済と実家への仕送りのため、あまり余裕のない生活をしている。
無類の猫好きで、猫を前にするとその愛らしさにやられてしまう。
ジャック・ローランド
モールド・エンジニア（無資格）の青年。24歳。機械いじりが趣味。中性的な容貌を持ち、着飾れば美しい女性で通じるであろうほど。レイオットのモールドを整備する他、全く新しいスタッフや対魔族用の銃器を開発したりしている。本人は自覚していないが、エンジニアとしては本物の天才であり、それが原因で後述のエヴァと険悪な関係だったこともあったが、現在は和解している。
祖母のルイーゼは魔法士の業界では有名なモールド・エンジニアである。
名前の元ネタは電子楽器の有名メーカーであるローランド。
フィリシス・ムーグ (Filiciss Muhgue)
戦術魔法士（正規）の女性。プラチナ色の髪をみじかくまとめた、ボーイッシュで中性的な外見。レイオットの元パートナーで、共に暮らしていたことがあり、一時期男女の関係にもなっていた。実家は裕福な貿易商。どこか猫を思わせる、優れた容貌と何をしても人並み以上にこなす才能、レイオットを上回るほどの戦術魔法士としての実力、飄々として嫌味の無い性格をもつ自他ともに認める天才だが、それゆえにある種のゆがみを抱えている。ただし、人の顔と名前を憶えることだけは苦手。とある経緯により、現在はネリンとはファーストネームで呼び合う友人同士（飲み友達）となっている。使用モールドは〈フォルテシス〉。
最終巻での左脚の負傷により戦術魔法士は廃業。

### 魔法士・管理局関連者
アルフレッド・スタインウェイ
レイオットと因縁のある隻眼の戦術魔法士（無資格）。使用モールドの〈ディアパルゾン〉は対人、対魔法士との戦闘が考慮されている。魔族専門のレイオットとは異なり、金さえ積めば人間であろうと魔族であろうと躊躇することなく殺める人物。レイオットからは「アル坊や」と呼ばれることが多い。母親に対して異常なほどの執着心を見せている。
実はカペルテータと同様にCSAであり、眼帯に隠された左目の下には眼球の代わりに鳥の翼が生えている。
過去に自身の子供がCSAであるという事実を受け入れられずに狂気に染まり、自分を殺そうとした母親を殺害しており、自分と同じく『自分の親を殺した』という罪を背負うレイオットに対して兄弟のような意識を抱いていたが、その罪から這い上がろうとしている彼の姿に失望し、激しい憎悪を抱いていた。ロミリオの協力によって〈エレンディラ〉を完成させ、自身がしがみついている世界がいかに脆弱で無価値なものであるかをレイオットに思い知らせるためにトリスタンを破壊し尽くそうと目論む。
名前の元ネタはピアノ製造会社のスタインウェイ・アンド・サンズ。
ドーベルン・スタインバーグ
レイオットの養父であり師匠でもあった人物。ダニエルと同じくロン・コルグのかつての弟子。レイオットのモールド〈スフォルテンド〉はドーベルンの〈スカルラット〉を改装したもの。何らかの事故 により魔族化し、レイオットの手で殺害される。命の恩人であり師でもあった彼を殺害してしまったことが、レイオットの心に罪として癒されることのない傷を刻むことになる。
カート・ラベル
ネリンの所属する労務省魔法管理局トリスタン支局の支局長。役人の典型のような人物。
ヴィクハルト・ヤークトルーフ
トリスタン市に魔法士誘致政策として招かれた戦術魔法士。革製品の服で身を包んだパンクロッカーのような派手な身なりをした青年。戦術魔法士としての経験は浅いが、自信過剰で礼儀知らずな高飛車な性格。手柄を上げようと考えていた矢先に、死の危機に瀕したところをレイオットに助けられ、その力に愕然とする。
トーマス・パラ・ビーチャム
〈疾風怒濤〉（ストーム・アンド・サージ）の異名を持つ戦術魔法士の青年。金髪に上品な容姿をしている。名前から分かるように貴族の出で、元々は狩猟を趣味としていたが、“もっと刺激的な狩りを愉しむため”という理由で戦術魔法士になったという変わった人物。貴族の出であるが故に年長者を重んじるという一面もある。使用モールドは〈カヴァレッタ〉。
エヴァ・イーミュン
ジャックの姉弟子にあたる女性モールド・エンジニア。ジャックの祖母が経営するローランド工房を事実上切り盛りしていて、量産型低コストモールド〈アセンブラ〉を設計・開発した天才。見るからに利発そうな女性で、ネリンと同様几帳面で綺麗好き。ジャックは「エヴァ姉」と呼んでいて、彼女には頭が上がらない。
ルイーゼ・ローランド
ジャックの祖母でアルマデウス帝国屈指のモールド・エンジニアであり、ローランド工房の経営者。六十歳を越えながら精気溢れる現役の女傑。

### 警察・組織関係
ブライアン・メノ・モデラート
トリスタン第1分署の特装執行部隊SSSに所属する警察官。当初は警部だったが、後に警視に昇進する。家は騎士の家系。すでに貴族としての特権は全て失っているが、弱い民衆を守るためには骨身を惜しまないという騎士の気構えを持つ。レイオットとは腐れ縁。アンチョビサンドが好物。
ダリル・ローエングリーン
SSSに所属する巡査で、優れた技術を持つ狙撃兵。ブライアンの部下にあたる。身長2メルトル弱もある大柄な男性で、礼儀正しく生真面目な性格。二十四歳だが、外見は老けている。
マックス・キント
帝都警察のA.T.A.S.A.内部の〈ジャベリン〉に所属する警視。三十五歳。狙撃の名手であり、イエルネフェルト事件の際に〈魔王〉級の魔族を実際に眼にしていて、そのせいで魔法を忌み嫌い、〈サンダーボルト〉の開発に尽力している。
終盤で「資格者」の存在と彼らの計画を知り、殲滅作戦を企てる。

### 源流魔法使・資格者関係者
ジョージ・グレコ
魔法技術の先駆けとなった大学教授。作中では名前のみ登場。
「聖シューマンの実験」を行って魔法の存在を世間に公表したが、その数日後に謎の失踪を遂げた。
源流魔法士達となんらかの関係があったなど、数多くの噂が残る謎多き人物。
ロミリオ・ポロ・プロフェット
「影法師（シルエット）」の異名を持つ謎の人物。眼鏡をかけ貴公子然とした外見の持ち主で男爵と呼ばれているが、国の貴族名鑑に彼の名前は載っていない。モールドをつけずに魔法を発動させることが出来る〈資格者（クオリファイア）〉。非合法の戦術魔法士として知られており、トリスタンでの魔族事件に、度々関与している。「オッフェルトリウム」と呼ばれる者を盟主とした謎の「結社」に属している。普段の口調は上品かつ丁寧だが、時折粗暴になる（主に、人を殺めるとき）。なぜかプリンが大好物。
ロン・コルグ （Long Korg）
謎多き老人。山高帽とインバネスコートにモノクルという紳士然とした格好をしている。自らを〈源流魔法使（ルート・ソーサリアン）〉と名乗り、ロミリオと同じくモールドなしで魔法を発動できる。諸事情によりレイオットに源流魔法使専用の武器・魔剣＜パルティータ＞を貸し与える。
名前の元ネタは電子楽器メーカーのコルグ。
ギルバート・ギブスン
通称「G・G」。トリスタンの魔法士誘致政策の一環でやって来た救命魔法士。レイオット同様ネリンの担当する魔法士で、レイオット以上に無茶な行動を取っていた。常に笑顔で礼儀正しく、人当たりの良い性格だが、その本質は、一切の価値観を持っておらず、世間一般の常識を機械的に理解して実行しているだけに過ぎない。
後にレイオットと共に行った仕事で、生き埋め状態となったレイオットを脱出させるため、モールドが破損した状態で魔法を使用。魔族化したか、あるいは死んだと思われていたが、ロン・コルグに見出され行動を共にしている。9巻でネリンの前に姿を現し、彼女に「資格者」の存在と彼らの陰謀に関する忠告を告げた。
名前の元ネタは有名ギターメーカーのギブソン。
スレイ
外見は十歳前後の謎の少年。ロミリオと同じ「結社」の仲間。褐色の肌をしていて、ハルシュタット共和国の血を引いているらしい。
コロナ
スレイと同じく外見は十歳前後の謎の人物。亜麻色の髪をした清楚で可憐な少女。「結社」の仲間。
ゼマティス
「結社」の仲間である謎の大男。筋骨逞しい大柄な体格をしているが、性格は沈着冷静。「結社」のメンバーの中では比較的古株。
ガリアス
「結社」の仲間。外見は全身蒼白の禿頭の男性。
カレン
「結社」の仲間。外見は顔が隠れる程に長い黒髪を垂らした長身痩躯の女性。
ファロル
「結社」の仲間。外見は黒縁の眼鏡を掛けた小太りの青年。
ヘレナ・オッフェルトリウム
「結社」の盟主。外見は二十代前半の、長い黒髪に切れ長の目を持つ気だるげな物腰の女性。かつてはロン・コルグの弟子だった。

### その他の登場人物
ファーゴ・レスポール
フィリシスの助手を務める男性。執事の様な服装をしていて、常にフィリシスに付き従っている。フィリシスからも気に入られていて、運転手も務めている。上品そうな容姿と裏腹に、ムーグ邸に仕える以前は軍の上層部である教導部隊・空挺部隊に居たという経歴を持っており、現在でも軍関係者とは色々と顔が利く。そのため銃器の扱いや体術にも長けていて、その点ではレイオットを遥かに上回っている。常に冷静沈着で、魔族を眼の前にしても全く恐れずに自分のなすべきことをなしていく強さを持つ。いつ寝ているのか不明。現在療養中の妻がいる。
榊一郎作品に頻繁に登場する使用人・執事・メイドの類の典型である。
名前の元ネタはギブソン社の有名エレキギターであるレスポール。
エリック・サリヴァン
レイオットと浅からぬ縁のある少年。旧姓はトムスン。父親と同じ医療魔法士を目指し勉強している。父親が魔族化したために陰惨な迫害を受けたからか、年に似ず醒めた考え方をするようになる。そのため、フレッドから「皮肉屋（クイップスター）」と呼ばれている。
フレッド・クラプトン
エリックの級友。同級生だが、留年しているためエリックよりも年上である。正義感が強く、他人の揉め事などによく首を突っ込む。エリックから「正義の味方（ホワイト・ハット）」と呼ばれている。魔族事件の際、危険を顧みず少女を救ったレイオットに憧れ戦術魔法士を目指すようになる。
名前の元ネタは高名なギタリスト、エリック・クラプトン。
エレナ・シェリング
スタインバーグ邸の隣家に住む主婦。週一でスタインバーグ邸の掃除に来る契約をしている。朗らかで世話好きな女性。
名前の元ネタはポーランドのヴァイオリン奏者、ヘンリク・シェリング。
バリー・シェリング
エレナの夫。かつて事故で息子を亡くしており、その事故で自分も左手首から先と左足の膝から下を失った。学者然とした顔つきをしているが、インテリ層に嫌われがちなレイオットのことは気に入っているらしい。
元は新聞記者だったが、事故以来は家で海外出版物の翻訳や評論関係の文章を書いて収入を得ている。レイオットの危機に駆けつけ、片手で散弾銃を操るという一面も。
この散弾銃を片手で廃莢・装填するというアクションだが、これはスピン・ローディング（スピン・コッキング）といい、片手でレバーアクション・ショットガンを回転させることで廃莢・装填を行うというレバーアクション特有の装填方法である。古くは西部劇で見られ、近年では「ターミネーター2」でT-800が披露したことで有名なガンプレイの一種である。
ナレア・シモンズ
ネリンの妹。快活で努力家の少女。フラグメントから登場。18歳。CSAであるカペルテータにも分け隔てなく接することができる数少ない人物。10巻では大学に合格し、トリスタンを訪れている。
シャロン
カペルテータの飼い猫。女の子。シェリング夫人がカペルの情操教育にということでスタインバーグ邸に連れてきた。黒猫だが、全身真っ黒というわけではなく、足の先だけ靴下のように白いのが特徴的。最終巻では四匹の子供が生まれている。
リムル・サリヴァン
エリックの妹。以前は明るい少女であったが、父親が魔族化した後の迫害のせいで対人恐怖症となり、兄のエリック以外の男性に対して激しい拒否感を示すようになった。
アンソニ・クル・ヴィスカント
フィリシスの執事代理を務める青年。フラグメントから登場。頼りなさげな印象の優男だが、フィリシスを窮地から救ったことがある。最終巻ではファーゴの跡を継いで二代目の執事となる。

### ゲスト・キャラクター

#### ニンゲンのカタチ
ジェームズ・トムスン
エリックの父親。コープマン病院で働いていた医療魔法士であったが、何者かの手によって魔族化してしまう。
アニメ版にも登場しているが、こちらでは名前が「ジョージ・トムスン」となっている。
ルイス・レハール
トリスタン市所属の戦術魔法士。戦術魔法士としての経験を積んできた熟練者であり、仲間のヴォードとコンビを組んで仕事をしている。
ローゼンストック化学工場で発生した魔族事件を鎮圧するためにヴォードと共に派遣されたが、ロミリオの策略でヴォードと共に魔族化してしまう。
ヴォード・ブロッホ
トリスタン市所属の戦術魔法士。ルイスと同じく熟練者である。奥歯の鈍痛を抑えるためにガムを噛む癖がある。
ローゼンストック化学工場で発生した魔族事件を鎮圧するためにルイスと共に派遣されたが、ロミリオの策略でルイスと共に魔族化してしまう。

#### ツミビトのキオク
ジェシカ・ラグ・スタッカルト
密造モールド〈シェル〉の密造業者のボスを務める女性。三十歳前後で、赤銅色の長髪。かつてはアルマデウス貴族の伯爵令嬢だったが、スタッカルト家は既に崩壊している。自らを容認しなかった世界に復讐することを目論んでいて、イカれていると自他共に認めている。

#### オモイデのスミカ〜オモイデのカナタ
ダニエル・レジエーロ
カペルテータの父親。ケルビーニ村のある事件の際に魔族化する。カペルテータの母親のコーネリアとは恋仲であった。元はロン・コルグの弟子の一人。
コーネリア・フェルナンデス
ダニエルの恋人であり、カペルテータの母親。かつては純粋で無垢な少女だったが、ある事件を境に精神が壊れ、常に周囲に怯え、まともに会話も出来ない状態となる。カペルテータと共に屋敷の地下牢に幽閉されていた。
マクシミリアーノ・フェルナンデス
ケルビーニ村の村長の男性。五十代半ばほど。コーネリアの父親で、カペルテータの祖父にあたるが、カペルテータを「なり損ない（ディフェクティヴ）」と評し、孫と認めない。コーネリアを寵愛していて、ダニエルがコーネリアに近づくことも許さなかった。
カペルテータとダニエルの始末をレイオットに依頼するが、彼に何らかの隠し事をしている節が見受けられる。
エレン
フェルナンデス邸の家政婦（メイド）。二十代後半ほどの女性。マクシミリアーノの世話をしている。陰気な雰囲気を纏っていて気が弱く、いつも謝ってばかりいる。フェルナンデス邸の使用人夫婦の娘らしい。

#### ヨワムシのヤイバ
ファネット・ダウランド
エリックと同じ高校に通う生徒の少女で、エリックより一学年上。高校の他の女子生徒から悪質ないじめを受けている。気が弱く、要領が悪く、自らの意志を言えないという典型的ないじめられっ子。
とあるいじめの際にエリックに助けられ、彼に好意を抱くが、考えの違いから彼とすれ違い、その直後にロミリオに唆されたことで、隠し持っていた黒本を使用して魔族化してしまう。
ナリス・ダウランド
ファネットの母親。愚鈍な娘を疎ましく思っている。
シリエラ・オブレハト
ファネットと同学年の女生徒で、ファネットへのいじめのリーダー的存在。

#### ラクエンのサダメ
ドルフ・レオンハルト
孤島にて「完全体」を生み出すことに尽力する医療魔法士。かつて娘を失ったことにより狂ってしまい、「完全体」を作り、「楽園」を作ることに執着している。
ルチエラ・サイモン
ドルフの元患者で、ドルフの元で唯一成功した「完全体」の少女。ドルフの助手を務めていて、モールドなしで魔法を使用することが可能。先述のドルフの娘の姿を模していて、何故かゴスロリ服を着ている。
テリサ・フィデリオ
ヴェリズモ物産の法務部に所属している女性。レイオットとアルフレッドに孤島の調査を依頼する。

#### イケニエのヒツジ〜イケニエのロンリ
黒騎士
謎の魔族化事件を発生させ、トリスタン市を恐怖に陥れた謎の存在。
その正体はある目的で造られた特殊な人馬一体型モールドである。詳細は後述。
カール・メイスン
トリスタン市に魔法士誘致政策として招かれた救命魔法士。黒髪・黒瞳で三十歳前後。地味で物静かで柔らかい雰囲気の男性。左の目元に大きな傷跡がある。ミュリエナの手足となり、彼女の言うことに従っている。
ミュリエナ・パル・メイスン
カールの妹で、異母兄妹。金髪で緑の瞳で十六、七歳ほど。貴族の血を引いているお嬢様然とした少女。歩くことができず、車椅子生活をしている。
トム・パーマ
トリスタン市に住んでいる浮浪者。ロミリオとの戦いで深手を負ったロン・コルグをかくまっていた。

#### セキガンのアクマ
ノーラ・ヤナギサワ
母がアルマデウス帝国人、父が東方国家ヤマガの人間という混血の少女。美術学校で彫刻を専攻している。家族で住んでいるロンバーグから、博物館見学のためにトリスタンへやって来てシェリング家に宿泊している。
生まれつき盲目で、最近になってから手術により視力を得た。そのため物の形を手で触って確かめるという癖があり、現在も分厚い眼鏡が無ければ殆どものを視認できない。特殊な境遇故か、人や物の姿かたちからその本質を見抜くという一種異様な特技を持っている。

#### ニンゲンのオワリ〜ニンゲンのアシタ
リマ・メイヴィス
レイオットの前に現れた謎の少女。オッフェルトリウムとは何らかの因縁があり、彼に彼女の殺害を依頼する。
その正体は、源流魔法士を極め、概念だけの存在となったロン・コルグの元弟子の一人であり、ドーベルンの姉弟子でもあった。
ブランカン・コンコーネ
ATASAに雇われていた戦術魔法士で、レイオットやアルフレッドと並んで有名な非合法の世界の魔法士「コンコーネ兄妹」の兄。小柄で、子供のような口調が特徴。兄妹同士での息の合った連携プレーで戦う。実はCSAであり、左下半身が鱗で覆われている。
レイオット達とともに「資格者」の殲滅作戦に参加する。
リリテシア・コンコーネ
ATASAに雇われていた戦術魔法士で、「コンコーネ兄妹」の妹。兄とは対照的に大柄で、突き放したような物言いが特徴。ブランカンを「兄様」と呼び、彼からは「リリ」と呼ばれている。兄と同様に彼女もCSAであり、右腕が灰色の獣毛で覆われており、黒く分厚い爪を持つ。
レイオット達とともに「資格者」の殲滅作戦に参加する。

### アニメオリジナル
アイザック・ハモンド
民間軍事会社「ブラック・ドッグ」所属の戦術魔法士（正規）。生真面目な性格で、無資格のレイオットを「チンピラ」と見なして快く思っていない。子供の頃に魔族に襲われ、レイオットの師であり養父であるドーベルンに命を救われている。
後に、「セキガンのアクマ」、「ニンゲンのアシタ」で小説にも登場しており、アニメ同様チーム「ブラック・ドッグ」の魔法士として活躍している。
レイチェル・ハモンド
アイザックの妹。明るく柔和な性格の持ち主。大学を卒業して商店街の店に勤めており、店主との仲も良好。
兄アイザックは小説に登場しているが、小説版の世界観に彼女がいるかどうかは不明。
リーグス
アイザックの上司。
「ブラック・ドッグ」の司令官であるが、その正体はテロ組織〈オッドマン〉と結託して連続魔族テロ事件を裏から引き起こしていた張本人である。

## 用語
魔法【Magic】
虚数界面（アストラル・サイド）から事象世界面（マテリアル・サイド）に干渉して、使用者の意思を具現化させる技術。元来は世間的には迷信とされる秘儀として一部の人間に伝えられてきた技術であり、その起源は定かではないが、一般的なものはマランド大学のジョージ・グレコ教授によって体系化されて確立したものである。一応は体系化された技術として多方面に応用されているが、その成果のほとんどは、試行錯誤や経験則によるものが大きく、実のところ、グレコ教授の失踪以来、根本的な原理の解明は進んでおらず、全ては仮説の域を出ていない。
聖シューマンの実験【セント・シューマン・エクスペリメント】
北暦1899年にジョージ・グレコ教授によって行われた世界初の魔法実験。実験の数日後、グレコ教授は謎の失踪を遂げるものの、これを契機に魔法技術は爆発的に世に広まることとなった。
呪素
詳細は不明だが、魔法を使うと使用した人間の体内に蓄積される物で、これが体内で一定量を超えると、魔族化することになる。本来、この世界には存在しなかったものだったが、聖シューマンの実験以降、魔法が確立されたこととイエルネフェルト事変により、世界中に散布されることとなった。現在ではすべての人間の体内に一定濃度存在していて、モールドなしでは1度魔法を使っただけで魔族化してしまう。イエルネフェルト事変以前にモールドなしで魔法を使用しても魔族化しない者がいたのはまだ呪素が体内に蓄積されていなかったためと考えられている。
魔族【メレヴェレント／The Malevolent】
魔法を使いすぎ、体内の呪素の蓄積が許容量を超えてしまったために人としての在りようを汚染されてしまった存在であり、公的にはSA（ソーサリー・アディクト：魔法中毒患者）と呼称される。条理や常識を一切無視した出鱈目な形状になることがほとんどで、かつその精神も破綻しておりほぼ例外なく人間を襲い破壊する怪物。まだ魔法が技術として確立されていなかった時代には、滅多に出現しなかったため、その存在は疑問視されていたが、現在では公的にもその存在が認められ、現実的な脅威として認識されている。単純に形状や精神が奇形化するだけではなく、呪素による制限がない故の無制限の魔法の行使、それによって支えられる条理を無視した肉体を持つ為、魔法以外の手段で対処することは極めて困難とされる。
なお、魔族化後の容姿や行動は人間時の心理によって異なり、強く執着していたことに関連した行動をとることが多い。
魔族化の程度によって
- 「男爵／バロネージ」級
- 「子爵／ヴィスコント」級
- 「伯爵／カウント」級
- 「侯爵／マークウィス」級
- 「公爵／デューク」級
- 「魔王／ルシフェル」級

に分類される（※下に行くほどランクは上）。魔族は魔族化してから時間が経つにつれ呪素が蓄積されるため、等級が上がっていき、より強力な魔法を扱うようになっていく。この際その肉体は「より魔法を行使するのに適した進化を行う」という理由から巨大化・単純化する傾向がみられる。その成長進化には個体差があり、最低位の男爵級から等級を一つずつゆっくりと上げていく個体もいれば、いきなり中級魔族に変異する個体も存在する。また、成長限界も個体によって異なり、全ての魔族が魔王級に変異するとは限らない。伯爵級以上の魔族は恒常魔力圏（コンスタント・ドメイン）を維持するために本来の顔とは別に魔法の詠唱用の副顔・〈謡うもの〉（シンガー）を備えている。この〈謡うもの〉は物理法則に反する魔族の体を支えたり、攻撃に対して自動的に反応する防御を行う魔法を行使する為、不意打ちですら魔族を傷付けるのを困難にする。そのため、ケースSA（魔族事件）においては対応への早さが優先されて行われる。魔族を倒す方法は「魔族の脳組織の五割以上を破壊すること」のみである。だが、中・上級魔族の中には予備の脳を持っていたり、脳組織を全身に分散させている個体もいるため、非常に困難である。
魔族と化した人間はその危険性から局地災害とみなされ法的には死亡擬制とされすべての人権を失う。すなわち、魔族災害で本人は死亡したとみなされる。そのため、財産は通常の相続手続きが取られることになる。
魔王級【ルシフェル／Rucifer】
魔族の究極形態。イエルネフェルト事変の際にたった一度しか発生を確認されていない。全ての魔族がこの形態に進化するとは限らず、同時にこの形態が本当に進化の限界なのかどうかは不明。詳細な記録は残されていないが、直径百メルトル以上の球体であったとされ、半径二キロメルトルにも及ぶ恒常魔力圏に包まれていたと言われている。その魔力圏の処理容量を上回る燃料気化爆弾の爆撃によって倒されたと言われているが、一部の学者はこの記録について懐疑的である。
〈謡うもの〉【シンガー】
伯爵級以上の魔族が備えている呪文詠唱用の副顔。常に呪文詠唱を「歌」の形で発し続け、魔族はこの「歌」によって恒常魔力圏を顕現させ続けている。この部位は比較的神経が集中しており、魔族にとっては傷を受ければ実際に痛みを感じる数少ない弱点だと言われている。
イエルネフェルト事変
アルマデウス帝国において起こった、魔族の大量発生により無数の死者を出した大惨事であり、その後の大規模魔族災害の原因となった事件。歴史上、初にして唯一の〈魔王〉（ルシフェル）級の魔族が発生したと言われている。この事件によって魔法の使用と魔族化の因果関係が一般に認知されるようになる。事件の後、魔法に対する嫌悪と恐怖が世間に広まるものの、復興にもまた魔法が必要とされたため、モールドを着用してではあるが魔法は使用され続けることとなった。
また、この際にロミリオとオッフェルトリウム以外の「資格者」が発生した。
魔法使い
魔法が使える人の総称。イエルネフェルト事変以前は、魔法士でなくても魔法を使える人は数多く存在し、アルマデウスだけでも何万人という魔法使いがいた。現在ではこの呼称を使う者は余程の田舎者でない限りほとんどいない。
魔法士【ソーサリスト／Sorcerist】
魔法を使うことを職業としている人。魔法を生業とする魔法技術者。
戦術魔法士【タクティカル・ソーサリスト／Tactical Sorcerist】
主として攻撃用魔法を操り、基本的には銃で対抗することが不可能な魔族を退治することを生業とする魔法士。略称：TS。常に死と魔族化の危険を伴い、また一般人から蔑視されることも多々あり、比例して受ける報酬も非常に高い。すべての戦術魔法士には試験を受け資格を得る必要があるが人数が慢性的に不足している。また、アルフレッド・スタインウェイや影法師に代表される無資格の魔法士の多くは、魔法を使った殺人等の犯罪に手を染める為、無資格の魔法士＝危険な犯罪者が一般の常識である。犯罪組織との繋がりがなく、魔族にしか魔法を使わないとはいえ、レイオットが野放しにされているのは例外中の例外である。
医療魔法士【メディカル・ソーサリスト／Medical Sorcerist】
医療行為を生業とする魔法士。主に通常の外科手術では治療が困難な部位の治療を担当している。装着するモールドは、戦術魔法士のモールドと比べると人型から大きく逸脱した丸みを帯びた形状をしている。
救命魔法士【レスキュー・ソーサリスト／Rescue Sorcerist】
災害現場での救命活動を生業とする魔法士。略称：RS。
ストレイト・ジャケット【Strait Jacket】
畏怖と嫌悪が込められた戦術魔法士（タクティカル・ソーサリスト）の蔑称。広義には、モールドを纏った魔法使い全般を指す。
単行本の冒頭のページに辞書的な意味が掲載されている。
源流魔法使【ルート・ソーサリアン】
聖シューマンの実験以前の技術体系化される前の魔法使い、または別体系の魔法使い。公的資格の魔法士（ソーサリスト）と区別する為に魔法使（ソーサリアン）と呼ぶ。ロン・コルグやダニエル・レジェーロが該当する。
その存在が公式に確認されたことはないが、グレコ教授が魔法技術の体系を確立する際に彼らの協力があったとする考えは既に定説化されている。現在の社会においては、俗世間との繋がりを絶ち、あるいは秘密結社化して正規の魔法士達とは異なる魔法技術体系を築いているとされるが、その一方で、魔王級魔族の駆除や初期モールドの開発にも彼らが関わっていたのではないかと言われている。
後述の「完全体」と同じく、モールド無しで魔法の使用が可能だが、「完全体」が素質に依る部分が大きいのに対し、源流魔法使は修練によって精神力を高め、魔族化の過程を幾つかに分けて実行する事で理性ある魔族へ自らの肉体を変化させているという。また、ロン・コルグ曰く、現存する聖シューマンの実験を起源とする魔法はもともと彼らが確立していた技術をジョージ・グレコ教授が模倣したものであるという。また、彼らは魔法を使用する際に意図的に呪素を対外に排出し蓄積を防いでいるが、魔法士のモールドに備わる拘束端子もこれと同じ仕組みだという。
モールド【Mold】
魔法を使用する際に発生する呪素から使用者自身の身を守り、魔族化を防ぐ鎧。旧世紀の鎧騎士を思わせる外観をしているが装飾性は乏しく、実用性重視で鋭く洗練されたデザインとなっている。内側には一次拘束術式図版が刻印されており、魔法行使時に発生する呪素を魔力回路で誘導して封呪素筒に封じ込める役割を果たしている。魔法士が一度のモールド装着で使える魔法の回数には限りがあり、それを拘束度（デュラビット）数と呼ぶ。拘束度数を目に見える形で表したのがモールドの胸元にある拘束端子であり、拘束度を消費するごとに拘束端子が弾け飛び、残った拘束端子の数が残りの拘束度数を表している。この拘束度数を超えて魔法を使えば、魔法士自身が魔族化してしまう。なお、平均的なモールドの拘束度数は大体10〜14デュラビット程度である。
スタッフ【Staff】
魔法の増幅・補助装置。名前の通り、俗に言う「魔法使いの杖」に当たるもの。魔法の詠唱等の手順を代用する機能を持つ。基本的な魔法であれば、操作のみの無詠唱で行使できる。ただしあくまで補助装置であり、これが無ければ魔法が使えないというわけではない。レイオット達のような戦術魔法士が使うスタッフの外観は非常に大きな機械であり、最も印象として近いのは長銃身の機関銃や対戦車ライフルとのこと（ただし、銃口はない）だが、形は決まっているわけではない。
モールドキャリア
モールドを運用する魔法士の車両。後部貨物室にはモールドを装着するための移送用架台（キャリア・フレーム）がある。車両そのものに細かい規定はなく、エンジン・駆動形式など魔法士によってバラバラであるが、モールド・キャリアである事を示す表示板プレートだけは取り付け部位や大きさ、書体まで法律で規定されている。
一次拘束術式図版【プライマリ・レストリクト・パターン】
モールドの内側に描かれた模様。対抗呪文書式が刻印されており、モールドが魔族化を防ぎ物理的・精神的・魔法的に人間としての形態を保つ上で、重要な役割を果たしている。
二次拘束術式図版【セカンダリ・レストリクト・パターン】
モールドを装着する際、全身に書き込む幾何学的な紋様。これを描くための染料には賢者石の粉末を溶いたものが使われる。
プレッジ・レター
誓約の言葉。二次拘束術式図版を書き込む際に、心臓の上である左胸の位置に「I predge my heart to be back to you as a human（我は我が心臓に賭けて誓約す、人として汝の元へ還らん事を）」と書き込む。これは魔法管理局が法律で処置を要求するという正式なものではなく、ある種のお守りとして書き込まれている。
基礎級呪文【ベーシック・スペル】
無音詠唱が可能な魔法。使用頻度が高いため、スタッフの操作と撃発音声だけで発動する。消費拘束度数も少なく、文字通り基本的な魔法である。
補助呪文【ブースター・スペル】
基礎級魔法よりも強力な上位魔法を打つ際に基礎級呪文に上乗せする呪文書式。基礎級呪文を無音詠唱した後、口頭で詠唱する。
撃発音声【トリガーヴォイス】
魔法を顕現させる際、虚数界面と事象界面の窓口となるもの。文字通り魔法の「引き金（トリガー）」である。具体的には「顕（イグジスト）！」という一声と同時に初めて魔法が発現する。基礎級魔法に限らず、補助呪文を口頭で詠唱する上位魔法でもこれは例外ではなく、最後にこの一声を必要とする。また、源流魔法使のロン・コルグは「疾（ジャイ）！」の一声で発現させていたが、これも彼らの撃発音声であると思われる。
無音詠唱【ダムキャスト】
魔法の増幅及び補助器具であるスタッフを使って口頭の詠唱なしに撃発音声のみで顕現させる操作。具体的には、スタッフの操桿の操作により疑似詠唱端子キャスターが呪文書式板（スペル・タグ）に刻まれた呪文書式スペルをなぞるように滑って魔法の呪文書式を活性化させ、虚数界面に事象誘導機関を構築する。ただし、基本的には基礎級魔法のみ可能。
模擬戦闘用魔法術式
模擬戦用の魔法。本物の魔法と同じ起動所要時間、効果時間・範囲、精度を持つが、その効果は一定周波数の電磁場を発生させるだけに過ぎない。模擬魔法が命中すれば、相手のモールドに取り付けられた感応用端子がその電磁場に反応し、音で知らせるという寸法である。模擬魔法の名称には通常の魔法名の頭に「シャム」が付く（例：〈シャム・アサルト〉）。
CSA【コンジェネタル・ソーサリィ・アディクト／Congenital Sorcery Addict】
先天性魔法中毒患者。魔族に強姦された女性から生まれた者のことであり人とは異なった能力を持つ。その容姿はさまざまであり人間とほとんど変わらない者もいるが、法的にはかなりの制限があり、また社会からも〈半魔族〉（ハーフ・ブルート）、〈出来損ない〉（ディフェクティヴ）の蔑称で呼ばれ、凄まじい差別を受けている。
魔力圏【ドメイン／Domain】
魔族の肉体を覆っている、肉眼では見えない、魔法で構成された領域。すべての魔族に共通して存在する。この領域内では魔族は神の如くあらゆることが可能になる。銃弾や物理攻撃はこの領域が異物と見なし排除するため、肉体に届くことすら叶わないことも多い（ただし、条件によっては不可能ではない）。その反面、戦術魔法士が放つ魔法は同じ魔法で構成されていて、異物と認識できないので、防ぐことができない。魔族の等級が上がれば上がるほどその半径は広がり、反応速度も高まる。
賢者石
モールドやスタッフの部品に多用される希少鉱石。その粉末を溶いたものは二次拘束術式図版を刻印するための塗料としても使われる。ジャック曰く、「人間の神経系に近い構造特性を持っていて、魔力を伝導し易い性質がある」とのこと。
燃料気化爆弾【Fuel Air Explosive Bomb】
通称サーモバリック爆弾。アルマデウス帝国軍が持つ兵器の中でも最大規模の殺傷力を誇る殲滅兵器。元々は沸騰液体蒸気拡散爆発を応用したものであり、急激に気化させた燃料を空中散布、燃料によるある種の「雲」を形成した瞬間を狙って着火し、自由空間蒸気雲爆発を誘発させる破壊兵器である。この爆弾の特長として、超高熱の爆風と衝撃波を通常の個体爆薬に比べて長時間、全方位に放ち続けるというものがあり、その爆発は純粋に熱風と衝撃波で対象を破壊するだけでなく、更に急激な酸欠状態を引き起こし、たとえ直接的な熱や衝撃波での死亡を回避できても、急激な気圧変化により、効果範囲内では内臓破裂や肺充血といった症状を生じる。
〈イエルネフェルト事変〉の際には、この手の大規模破壊用の爆弾を集中投下することによって、魔王級を含む魔族を駆逐した。
〈シェル〉
偽造簡易密造モールド。本来、高級品で一般人には手が届かないモールドだが、大量生産と質を低下させることでコストを削減させ、格安に造られた違法モールド。拘束度数は5前後しかなく、スタッフも付属していないため、魔法の精度や増幅率は低く、耐久性も劣り、より魔族化する可能性が高い危険なもの。
〈黒本〉
その名の通り、黒い表紙で覆われた題名も著者も記されていない密造本。〈シェル〉の整備法と魔法技能定着のための基礎的な処理方法が記載されている本で、要するに「簡単に魔法が使える方法」が書かれている。しかし、モールドも装着せずに魔法を使えば、使った者は当然、魔族化する。
もとは〈シェル〉が出回った際にマニュアルとして添付されていたものを複製したもので、地下市場で出回っている。魔法に関する詳細な知識は一般社会に対しては厳密に秘匿されているため、この本も違法にあたる。
ちなみにネーミングの由来はセンター試験用過去問題集である黒本。
〈生贄機関〉
他人を拘束端子の代用として魔法回路に組み込むことで呪素汚染の肩代わりをさせて魔法を発動する特殊な魔法機関。魔法回路に組み込まれた者は当然、魔族化する。〈スケイプゴート機関〉とも呼ばれている。〈黒騎士〉や〈鉄巨人〉に搭載されていた。
〈プロムナード機関〉
魔族の魔力圏に似た性能を持つ〈随意領域〉を展開して己の機体そのもののあり方を意志で直接制御する特殊な魔法機関。〈黒騎士〉や〈鉄巨人〉に搭載されていた。
完全体【パーフェクタント／Perfectant】
一言で言えば理性ある魔族。ルチエラやロミリオが該当し、モールドなしで魔法を使用可能な者を指す。ドルフ・レオンハルトが研究し、こう呼んでいた。
ドルフ曰く、魔族化とは魔法を行使するのに効率的で最適な肉体への進化であるという。しかし、その進化の際に全身が神経細胞も含め全く違うものへ組み替えられるため、進化する人間はとてつもない激痛と快楽を伴った異常な感覚の嵐に晒されるため進化の制御が利かず、自らの身体を上手く変えることが出来ない。更にはその異常な感覚により理性が壊れてしまうため、結果として一般的な魔族のような化け物となってしまうという。
しかし、逆に言えば異常感覚の奔流の中でも理性を保ち続ければ、そのまま人間の形状と理性を持った魔族が誕生するということになる。これが「完全体」である。ただし、これには個体差が大きく偶然の要素が多く、「完全体」となれるものは千人に一人もいないという。
ある人物によると、彼らは生まれつき感情や感覚が大きく欠落していて、まともに感性が機能していなかったため、魔法の力に感情を振り回されることなく、理性を保つことができただけの不完全な存在に過ぎないらしい。
資格者【クオリファイア／Qualifier】
「完全体」がドルフが呼称していたものに対し、ロミリオ達の呼称。

### 組織
帝都警察【C.P.／Capital Police】
アルマデウス帝直属の武力組織。警察と冠されているものの、内部構造も組織としての性格も一般警察とは全く異なり、より公安的・軍隊的性格が強い。
A.T.A.S.A.【Attack Team Against Socery-Addict】
帝都警察所属の対魔法中毒患者（魔族）攻撃部隊。「殺菌」と呼ばれる極めて乱暴な戦術を実行する武力組織。燃料気化爆弾まで所持している。通称〈殲滅部隊〉（アニヒレイターズ）。
〈ジャベリン〉
正式名称4th E.U. 〈Javelin〉。A.T.A.S.A.内部に存在する四つの教導班の1つ。新兵器・新装備の実用性を検証し、適した戦術を組み立て、それらを他の戦略部隊に教授する精鋭集団。マックス・キントもここに所属している。
SES【Special Enforcement Scad】
トリスタン市警特殊強制執行小隊。重犯罪や特殊犯罪の際に出動する特殊部隊で、魔族事件の際には真っ先に出動する。ブライアンもここに所属している。
SSS【Special Sniping Scad】
対魔族狙撃小隊。A.T.A.S.A.の第四教導班〈ジャベリン〉の指導の下、SESの内部に設立された一分隊で、〈サンダーボルト〉を使って魔族及び非合法魔法士を狙撃することを任務とする。班長はブライアンが就任し、警部から警視となった。
ホルスト教
アルマデウス帝国の国教。昔から社会に深く浸透しており、過去には異教弾圧や異端審問が行われていたため、他宗教の発生・成長の余地が少なく、目立った拒否や抵抗に遭うこともなかったので、その影響力を独占的に広げている。
ランパル真教
イエルネフェルト事変以後に乱立した新興宗教の一つで、ホルスト教の一派もランパル派がさらに分裂したもの。わずか四千人程度の比較的小規模な集団であるが、わかりやすい教義と教祖のカリスマ性などから熱心な信徒が多く、その数も増加傾向にある。
〈遺族の会〉
正式名称〈SA魔法士遺族の会〉。魔族化した魔法士の遺族達が世間的な差別や弾圧から互いに身を守り合うために結成した組織。エリックらサリヴァン家もここに所属している。
〈秩序成す炎〉
共産系武闘派組織。主義主張が極端すぎるため、アルマデウスの共産系政党からも嫌われている。ここ二十年あまりは動きらしい動きを見せていなかったが、つい最近になってまた活動を活発化させており、魔族化テロを頻繁に行っている。
〈憂国騎士団〉
CSAや魔族事件関係者の弾圧を目的とした過激派組織。〈黒騎士〉事件の際に、「誰がいつ魔族化するか分からない」という恐怖が人々の間に浸透し、「魔法と関係の在った人間は魔族化し易い」という曖昧な基準が流布したことによってその活動が更に活性化した。
〈結社〉
ロミリオらが所属しているヘレナ・オッフェルトリウムを盟主とした〈資格者〉の集団。イエルネフェルト事変の際に滅んだイゾルデ市の聖アルベニス聖堂に本拠地を構えており、人類社会を滅ぼして〈資格者〉の世界を作るために裏で暗躍している。後に、〈イゾルデ同盟〉という仮称が付けられた。

### モールド
〈スフォルテンド〉
レイオットの使用するタクティカル・モールド。色は漆黒。拘束度数は13、重量は32kg（スタッフ除く）。
十年以上前の設計であるため、やや使い勝手の悪さも見えるが、モールドの基本構造は十年以上大きな変化はしていないので、現在主流のモールドと比べてもそれほど劣っていない。元々は〈スカルラット〉（後述）であり、ジャックの手により外装に改修が加えられたもの（しかし、ジャック曰くもう〈スカルラット〉の部品はほとんど残っていない）。
かつて使用していた魔法士が1度魔族化していることもあり、魔法局はこのようなモールドを使うことを許可できず、処分すべきと考えている。しかし、レイオット自身は師匠の形見であるこのモールドを処分する気になれず、資格を取ろうとしない理由の一因となっている。
イメージモデルは自動拳銃FN ブローニング・ハイパワーであり、拘束度数13というのもブローニング・ハイパワーの装弾数から来ており、現在となっては旧型であっても十分に機能性を発揮するという意味合いが込められている。ちなみに、作者自身デザインに関しては最も好きな銃であると語っている。
スタッフ
6種類の基礎級呪文書式板（スペル・タグ）を選択する型で、比較的大型。魔法の増幅率は標準値。
後にジャックが新型を開発。小型化・軽量化に成功し、全長は以前の八割ほどとなった（以前のスタッフを丸ごと縮小したような形状）。更には、魔法精錬による軽合金や強化樹脂を多用したことで増幅率も上がっている。
新機軸
新型スタッフに加えられた新装備。折りたためる上にかなりの自由度を持つ関節が備わったアームであり、〈スフォルテンド〉の装甲の固定金具に装着することで、スタッフとモールドを結合するもの。そのため、スタッフをより少ない力で扱うことが可能となり、しかもスタッフを手放せば再び折りたたまれモールドの背部に戻って固定される。
スタッフを保持するものと同様のものがもう1つ備わっており、こちらには補助武装の銃器などを装着することが可能。
元ネタは映画『エイリアン2』のM56スマートガン。
〈パルティータ〉
レイオットがロン・コルグから与えられた魔剣。大型の剣とスタッフを組み合わせたような形状をしていて、詳細は不明だが、トリガーボイスと共に魔力を注ぎ込むことでスタッフと同様に魔法を使うことが可能。後にジャックがスタッフの中心に〈パルティータ〉の機関部を埋め込んだものを開発した所、桁違いの魔力増幅機能を発揮した。
〈フォルテシス〉
フィリシスの使用するタクティカル・モールド。色は白と紫で、背中には鎖に繋がれた少女の絵が描かれている。拘束度数は10、重量は25kg（スタッフ除く）。
ローランド工房の最新鋭で、拘束度数こそ少ないものの、軽量化や関節の可動性・運動性、魔法増幅率向上などに重点が置かれており、総合的戦闘力はむしろ高い。標準的なタクティカル・モールドには銃器を装備する為のホルスターが付属しているが、代わりにワイヤーや小型拳銃を入れたポーチボックスが装備されている。
イメージモデルは自動拳銃ベレッタM92であり、スタイリッシュな概観に重点が置かれたコンセプトになっている。
スタッフ
〈スフォルテンド〉と同じく6種類の基礎級呪文書式を選択する型。より細身で軽いが、その反面、増幅率がかなり高く、同じ魔法を顕現させた場合でも最終的威力はこちらの方が大きい。
〈ディアパルゾン〉
アルフレッドの使用するタクティカル・モールド。色は白で、黒いマントが付属している。拘束度数は14。
スタッフの呪文書式板装填筒（スペル・タグ・ローダー）は五面式。増幅率など、性能的には〈スフォルテンド〉とほぼ同等。対魔族戦闘用に特化したスフォルテンドと異なり、対人戦闘用の装備も備わっている（折りたたみ式の扇状の盾、攪乱用の閃光煙幕弾など）。
〈エレンディラ〉
通称〈鉄巨人〉。アルフレッド・スタインウェイの〈ディアパルゾン〉に合わせて制作された追加部品の一種。全長9.6メルトルの人型機体で、頭部と両肩、両肘、腰部に鋭い突起が生えた一つ目の妊婦のような形状をしており、右手に杖のような長大なスタッフを携えている。その膨れ上がった腹部の部分に〈ディアパルゾン〉が埋め込まれており、この〈ディアパルゾン〉を入出力装置として使い、構造材の限界まで各種収束装置、増幅装置、安定器などを詰め込んだ上で人型に組み立てられている。〈アルカトラ〉と同様に〈プロムナード機関〉と〈生贄機関〉を搭載しており、〈随意領域〉によって、相当な巨体であるにも関わらず、完全に無音で振動も無く動くことができる。また、アルフレッドは自分の血を継いだ胎児たちを稼働のための「生贄」として使用していた。
〈カヴァレッタ〉
トーマス・パラ・ビーチャムの使用するタクティカル・モールド。拘束度数は不明。
自動詠唱機構により、素早く連続で魔法を撃つことができる。また右腕部分には補助武装の自動式散弾銃を固定武装として備え、それぞれが片腕で操作する事が可能。そのため、散弾銃の発射と魔法の顕現をほぼ同時に行う事も出来る。理論上は1秒間に三発の魔法と八発の散弾を相手に撃ち込む事が出来るが、実際は撃発音声の詠唱や彼の脳内魔法回路の負荷などにより秒間二発が限度と言える。それでもその速さは他の魔法士達よりも速く、時間的な意味での攻撃力密度で比肩できるものはいない。
〈フェルマット〉
GG（ギルバート・ギブスン）の使用するレスキュー・モールド。色は赤。拘束度数は不明。
主に災害現場での働きを要求される救命魔法士だけに、基本構造の中に酸素供給装置が組み込まれている。また、スタッフやモールドの規格さえ合えば、また規格が合わなくともアダプタを付ければ他の専門分野の魔法も使う事が可能。
〈スカルラット〉
ドーベルン・スタインバーグの使用するタクティカル・モールド。〈スフォルテンド〉の原型となったモールドで、色や拘束度数はほぼ同様。
〈アセンブラ〉
エヴァ・イーミュンが設計・開発した量産型低コストモールド。本来、モールドは大抵がオーダーメイドのカスタム製であり、コストと時間が大幅にかかってしまうためいざというとき使用できなかったりする場合があるがその欠点を補うモールドである。普通のモールドと異なり、クセがなくほぼ万人に使用可能な扱いやすい設計になっている。量産品とはいえ、〈シェル〉のような粗悪品ではなく、拘束度数は10前後で実用性は十分にある傑作品。
しかし、レイオットのように〈スフォルテンド〉で戦うことを自らに課している汎用性の低い戦術魔法士にとっては対極的なモールドであり、逆に扱いにくくなってしまう結果となった。
カスタムモールド
カペルテータ・フェルナンデスの使用するモールド。色は赤銅色で、バイザーの下に四つ目のスコープがある。
〈アセンブラ〉を基にジャックとエヴァによって造られたカペルテータ専用モールド。機能はアセンブラと同様。
〈アルカトラ〉
通称〈黒騎士〉。ある人物がある目的で設計・開発した人馬一体型の特殊実験用モールド。上半身は人型で下半身は馬の四つ足というケンタウロスのような外見をしており、頭部の羽根飾りや灰暗色の装甲などから戦馬に乗った騎士を連想させる。右腕を槍状に変形させて他人を突き刺し、魔法回路の一部に組み込んでその者の拘束度数を横取りして魔法を使用するという〈生贄機関〉を搭載しており、この「生贄」がいる限り無尽蔵に魔法を使用することが可能。これを可能にするヴォックス・ユニットを中核としたメイン機関の〈プロムナード機関〉により、四足歩行や壁の上の歩行など、恒常的に魔法を必要とする動作も可能である。また、筺体内には短機関銃や手榴弾を内蔵している。
〈ポストルード〉
ロミリオ・ポロ・プロフェットが〈シェル〉、〈アルカトラ〉、〈エレンディラ〉から得られた資料を基に開発した魔法兵器。〈エレンディラ〉と同様に、作中では〈鉄巨人〉と呼ばれている。円錐を逆さにしたような胴体と骨のような細長い手足、穴のような二つの眼窩を備えた小さな球体状の頭部を持つ巨大な人型機体である。その指が三本しかない細長い腕はスタッフの役割をしている。〈プロムナード機関〉と〈生贄機関〉を搭載しており、〈随意領域〉によって殆ど無音で動くことが可能。背中には「生贄」を詰め込んだ六つの金属の円筒が備わった背嚢のような形状の装置が備わっており、〈アルカトラ〉や〈エレンディラ〉とは違って、役目を終えた「生贄」は背中から切り離され、円筒の内部に仕掛けられた爆薬によって魔族化する前に処分される。また、魔族の〈謡うもの〉に相当する機構も備わっている。
ロミリオ自身も最終巻でのレイオットとの一騎討ちの際に使用していたが、ロミリオは〈資格者〉であるため背中の「生贄」を積んだ弾倉がなく、代わりにこの〈ポストルード〉自体がスタッフとして機能していた。
名前の由来は『後奏曲』から。
〈ホイール・マニア〉
ジャックが開発したモールドの追加部品（オプション）で、ベビー歩行器のような形状をしたモールド用高機動特殊車輌。重量ゆえに行動時間や運動性を制限されてしまうモールドの弱点を克服するために開発された。
モールドを取り囲むように保持する蹄鉄状のメイン・フレームの下部に、小型エンジンと不整地走行用の懸架フレームを組み合わせ、左右3輪ずつのホイールが備えられた構造。座席はなく、モールドは腰の固定用金具で固定され、足は下部のペダルに乗せる。メイン・フレーム上部には、左右にはオートバイのようにブレーキ・クラッチ・アクセルの機能を持つグリップが備わっており、更に右側にスタッフを、左側には補助武装として銃器を固定することが可能。エンジンは排気量200ccのものが2基備わっている。
基本的な操作はスキーと同様であり、手でグリップを動かすことでエンジンを操作、足でペダルを動かすことで方向転換をする。
NOS（ナイトロス・オキサイド・システム）
ニトロ・チャージャーとも呼ばれる。俗にニトロの名で知られる亜酸化窒素を使用する加速装置。亜酸化窒素を燃料添加剤として空気と混合して給気することで燃焼効率を爆発的に上げる。瞬間的に凄まじい加速を可能にするが、亜酸化窒素の搭載量の関係で〈ホイール・マニア〉の場合、使用回数は3回に限られている。
〈ホイール・マニア Ⅱ〉
〈ホイール・マニア〉の改良版。アルマデウス陸軍から緊急展開部隊用に試作依頼が来たため、ジャックが改良を施したもの。
新たにエンジンが排気量600cc×2基に強化されており、不整地走行能力高上のためサスペンション改良、更にパラシュートなど各種補助装備を固定するための固定金具などが加えられている。
〈ホイール・マニア Ⅲ〉
初代、二代目から得られた経験を元に改良された、〈ホイール・マニア〉の完成型。基本的なフレームに大きな変更はないが、サスペンションの強化、エンジン出力の調整、各種固定金具の位置調整、操作系の見直しなどのありとあらゆるところに手を入れた結果として、既に初代とは別の代物となっている。
モールドをそのままフレームに固定するため、転倒してしまえば、抜け出して体勢を立て直すのにやたら手間暇がかかるという〈ホイール・マニア〉の難点を考慮して、とにかく「転倒しない」事を重視した再設計を行い、車体の重量配分を変更してバランスを調整し、大型のサスペンションを組み込んで走破性を上げた。更にはモールドを着た戦術魔法士を常に重量の中心とすべく、固定金具に自由度を持たせ、ジャイロ・バランサーを搭載することで、車体が多少傾いても、常に戦術魔法士とそれに直結する操作系だけは水平を保てるようになっている。また、ギアを組み替える事で左右の車輪の回転を逆にする事ができ、その場で回転する事が可能。

### 銃器
〈ハードフレア〉
使用者：レイオット・スタインバーグ
レイオットが愛用し、常に持ち歩いている大型リヴォルバー拳銃。正式名称はサーカムT12〈ハードフレア〉カスタム。45マグナム弾を使用し、圧倒的な威力を誇る。人間の腕などに直撃すれば肩から先が吹き飛び、急所に当たらずとも衝撃が血管に伝わり心臓麻痺を起こすこともあるという。反動軽減のため銃身が分厚く、弾倉も厚くできているが、そのため装弾数は5発と、標準的なリヴォルバーより1発少なくなっている（後にジャックに調整を頼んだ際に、彼が勝手に6発に改造したので、現在は6発になっている）。作者曰く、元ネタはリヴォルバー系のPPCカスタム。
対魔族の戦闘では、大口径の強力な銃でなければほとんど効果がないというのが一般的な常識とされているので、レイオットに限らず戦術魔法士はこのような銃を使っていることが多い。また、これほどの銃でも中級以上の魔族に対しては牽制か足止め程度にしかならず、決定打になることはほとんどない。
〈ウルフ・ハウンド〉
使用者：レイオット・スタインバーグ
狼狩りに使われる狩猟犬の名を冠した、大型オートマチック拳銃。リムレスの44マグナム弾を使用。レイオットがドーベルン・スタインバーグから譲り受けた最後の品である。この銃によってレイオットは魔族化したある人物を殺めることとなり、その後の彼の人生を大きく変えた。作者曰く、元ネタはLAR グリズリー・ウィンマグナム。
〈ウェルザーMkⅣカスタム〉
使用者：レイオット・スタインバーグ
ボルトアクション方式・大口径ライフル。銃身は短いものと長いものとを選択が可能で、レイオットは携帯用に短い方に使用している。本来は象狩りに使用されるライフルで、その威力は短銃身でも非常に強力である。
元ネタはウェザビーMkVライフル。
〈ハンティング・ホーク〉
使用者：ネリン・シモンズ
労務省魔法管理局の監督官に貸与される装備である、大型オートマチック拳銃。正式名称はAMI〈ハンティング・ホーク〉。対人用としては強力過ぎるその弾丸は一撃で人間を二つに引き裂くと言われている。監督官が所持するのはケースSA（つまり、魔族が発生した事件）の際だけに限られている。小柄で童顔なネリンには不釣り合いとも言えるほど大きな銃だが、彼女はケースSAの際には常に現場に持ち込み、射撃訓練も自発的に受けている。
元ネタはデザートイーグル。
〈ストームファイア〉
使用者：アルフレッド・スタインウェイ
アルフレッド愛用の銃。正式名称マーセルM72R〈ストームファイア〉機械拳銃（マシンピストル）。秒間十三発のフルオート射撃が可能な機械拳銃。軍の要請を受けて特殊部隊用に開発されたもので、三〇カービン弾を使用。大口径ではないが、防弾服すら突破する貫通力を持つ。
元ネタはモーゼルM712。
〈アーケロンM37〉
使用者：アルフレッド・スタインウェイ
正式名称アーケロンM37回転弾倉式迫撃砲。弾頭の変更により、グレネードなど様々な弾薬を撃つことが出来る銃。魔族にはほとんど効果はないが、対人用には色々と応用が利くという利点がある。レイオットと異なり警察などの人間と争うことも多いため、アルフレッドは常にモールド・キャリアに積んである。
〈サンダーボルト〉
使用者：マックス・キント／ダリル・ローエングリン他
帝都警察の対魔族攻撃部隊、A.T.A.S.Aが開発した対魔族専用のライフル銃。正式名称ATASA-M1A1〈サンダーボルト〉。銃身は異様に長く、全長で約2メルトル（※1メルトル＝1m）にも及ぶ。その長さの割に口径は小さく、銃弾も比較的軽い。魔族の魔力圏が反応するよりも早く魔族の肉体に銃弾を到達させるために、何よりも銃弾の速度が重要視された造りになっていて、その速度は音速をも超える超々高速である。また、弾頭は専用のソフトポイントのものを使用し、小型の雷管と小粒の散弾で形成されていて、命中と同時に雷管が起爆し、魔族の体内で散弾をまき散らして目標を内部からバラバラに引き裂くという恐ろしいもの。オートマティック式なので連射も可能。現在のところ最も魔族に対して効果のある銃である。ただし、その大きさと精密さ故に当然持ち運びは悪く、使い勝手はよくない（基本的な用途は狙撃）。また、このライフルでもせいぜい〈伯爵〉（カウント）級までの魔族しか倒せないとされている。
イメージモデルはラティ対戦車ライフルだが、本来ラティは口径20mmなのに対して、〈サンダーボルト〉は口径7mm位に設定されている。また、ネーミングの由来は、作者が子供の頃に実在したマスダヤ社の傑作エアガンから来ているという。
全長1448ミリ／銃身長966ミリ、重量1220グロム、口径.223（5.56ミリ）、装弾数10発
〈ライトニング・ボルト〉
使用者：レイオット・スタインバーグ
ジャックが製作した〈サンダーボルト〉のコピー銃。本物の〈サンダーボルト〉は〈ジャベリン〉やSSS以外の使用は禁じられているため、レイオットが使用するために作られた。区別するためにこう呼んでいるが、実際ほとんど違いはない。
〈ライトニング・ボルトⅡ〉
使用者：レイオット・スタインバーグ
〈ライトニング・ボルト〉を改良したライフルで、主に〈ホイール・マニア〉に装着して使用する。新たにベルト給弾式となっており、実際には狙撃銃というより機銃になっている。
〈パラドロップ・ファントム〉
使用者：フィリシス・ムーグ
フィリシスが使用する、短く切り詰められた銃身と折り畳み式の銃床の自動小銃。正式名称はAM47S〈パラドロップ・ファントム〉。フィリシスはレイオットとは異なりあまり銃器を使おうとしないが、この銃が登場した際には使わざるを得ないといった状況であった（とは言うものの、やはり彼女は人並み以上に使いこなしてしまう天才振りを見せている）。
元ネタはAKMS。
〈コンパクト・ボックス〉
使用者：フィリシス・ムーグ
正式名称：カープス社製〈コンパクト・ボックス〉。名前の通り、形態性を重視した小型リボルバー拳銃。4発しか撃てない、精度的にも威力的にも対魔族戦闘においては全く役に立たないが、フィリシスがこの銃を所持しているのは、いざという時の“自決”のためである。
ベレットM1934
使用者：フィリシス・ムーグ
フィリシスが隠し持っていた38口径の自動拳銃。曲線が多用された形態性に優れた形状であるため、女性の護身用などに使われる銃。
元ネタはベレッタM1934。
〈ヘッジホッグ〉
使用者：ファーゴ・レスポール
アルマデウス陸軍で制式採用されている、オルブドン社製ガトリングガン。正式名称はM49連装銃身式汎用機関銃。6本の銃身が円盤状の部品でまとめられていて、毎分3000発、毎秒50発もの速度で銃弾を発射する。「点」として攻撃するのではなく、「面」として威力を叩き付ける、銃と呼ぶのも生易しいれっきとした兵器である。
ルパードP08
使用者：ファーゴ・レスポール
ファーゴの使用する自動拳銃。口径は大きくはないが、グレイザー・セフティ・スラグと呼ばれる、目標体内に侵入した後、弾頭は内部に格納する散弾を放出し、ごっそりと組織を抉ることになるという特殊な銃弾を使う。
対人用途においては殺傷力が高すぎるので軍や警察でも使用されていない。
元ネタはルガーP08。
〈エンフォーサ〉
使用者：ブライアン・メノ・モデラート
ブライアン愛用の拳銃。正式名称コルス〈エンフォーサ〉自動拳銃。
〈ハウリング・ベア〉
使用者：ブライアン・メノ・モデラート他
正式名称タウロスM648〈ハウリング・ベア〉カスタム。A.T.A.S.A.からSSSに配備された装備の一つである大口径リヴォルバー拳銃。対魔族用に改造されていて、強力な48マグナム弾を使用。回転弾倉やフレームはかなり大きいのに対し、握りやすさを考慮してグリップは非常に小さい。銃身は大きく切り詰められていて携帯性に優れ、反動を抑えるための太い重銃身、反動抑制器のガス孔も加えられている。
〈咆哮する熊〉を意味するが、全体的に見て巨大な機関部に無理矢理オマケのような銃身とグリップを付属させたような非常に不細工な形状となっている。
〈ファング〉
使用者：マックス・キント
マックス・キントが携帯している小型リヴォルバー拳銃。正式名称AMI・R04〈ファング〉。銃身は短く、弾丸は5発しか入らないが、形態性に優れる。長距離は高精度のライフル、近距離は早く抜ける小型拳銃を使うという、マックスの合理主義者的な考えによる銃。
〈リバース・ペット〉
使用者：レイオット・スタインバーグ
ジャックが対魔族用に改造したライフル銃。正式名称ガイアルト FA-MAC/JRC〈リバース・ペット〉。その名の通り、トランペットを逆にしたような形状をしている。〈サンダーボルト〉を教訓にそれまでの〈ウェルザーMkⅣカスタム〉のような大口径ライフルとは異なり、23口径の銃弾の速度を重視した造りになっている。マガジンをグリップよりも後ろに置くというブルパップ方式を取っており、銃身の長さを保ったまま銃の全長を短くする事に成功していて、〈サンダーボルト〉ほど対魔族に効果的ではないが、はるかに扱いやすい。銃弾には賢者石から削り出した弾頭に魔力回路を刻印していて、それによって同種の力（つまり魔法）以外のものを自動的に排除するという魔力圏を突破しやすくなっている。ただし、賢者石を使う分、弾丸が一発1000ドルクと非常に高価で、1マガジン24発とすれば24000ドルクで、これは車一台を買えてしまう程の値段であるとのこと。
1マガジンに最大25発。レイオットはソフトポイント・曳光弾・アーマーピアシング弾の順に、ジャム（弾詰まり）防止のため1発少なくした24発を詰めている。
作者曰く、元ネタはロングバレル化したFA-MAS。

### 魔法
〈ブラスト〉
消費拘束度数：1デュラビット
通称〈第1の劫火〉。一般的な基礎級攻撃魔法。魔力を編み込んだ爆炎を発射し、目標を爆発炎上させる。爆発と熱風の二段構えであるため威力は大きく、下級魔族なら一撃で倒せることもある。
〈マグナ・ブラスト〉
消費拘束度数：2デュラビット
通称〈第2の劫火〉。〈ブラスト〉の上位魔法。爆炎を送り込み、爆発力と火炎で目標を内側から爆砕する。その威力は〈ブラスト〉の数倍から数十倍に達する。元々は対装甲艦艇戦用としてアルマデウス海軍が使用していた。
〈マキシ・ブラスト〉
消費拘束度数：4デュラビット
通称〈第3の劫火〉。〈マグナ・ブラスト〉の上位魔法。熱と衝撃が触れるものすべてを完膚なきまでに破壊し、目標領域を徹底的に殲滅する。〈マグナ・ブラスト〉よりも威力が高いだけでなく、制御範囲の大きさがこの魔法の特長であり、より遠くに、より細かく目標領域を設定でき、周囲の気流までも力場で制御する事で、爆発の威力を全て限定された空間に収束する事も可能。このため周囲への被害を最小限に抑えられる上、強力無比な破壊力は無駄なく誘導・収束され、設定領域を殲滅する。
〈ケージング・ブラスト〉
消費拘束度数：不明
〈ブラスト〉系の攻撃魔法。半透明の球体に目標を捕捉、その中で火炎と衝撃波を発生させる。逃げ場を失った熱と衝撃は全方位から目標に殺到し、原型を留めぬ程に焼き尽くす。
〈フリーズ〉
消費拘束度数：1デュラビット
通称〈第1の氷〉。冷凍系の基礎級攻撃魔法。対象を凍結させる。気温の低い状況下では遺憾なくその効果を発揮し、中・上級魔族でもその身体の一部を氷塊に取り込んで動きを止める事は出来る。
〈マグナ・フリーズ〉
消費拘束度数：2デュラビット
通称〈第2の氷〉。〈フリーズ〉の上位魔法。極低温の領域に目標を捕らえ、空気そのものさえ凍結させる温度低下で目標を完全凍結させる。目標を氷に閉じ込めるのではなく、物体そのものの熱を奪って凍結させる魔法である。中級魔族でも一撃で倒す事が可能で、固体化された物はわずかな衝撃で微塵に粉砕されてしまう。
〈マグナ・ライトニング〉
消費拘束度数：2デュラビット
〈ライトニング〉の上位魔法（基礎級攻撃魔法の〈ライトニング〉は作中未登場）。発生させた稲妻が絡み合い、一本の光条となって目標を焼き尽くす。〈ライトニング〉系の魔法は対人間・動物用途としては破壊力抜群、調整も容易だが、対魔族戦ではその効果が分かりにくいという難点がある。そのためか、作中では使用されている場面がほとんどない。
〈インパクト〉
消費拘束度数：1デュラビット
魔法技術開発の黎明期に開発された魔法。設定した中心点の周囲に衝撃波を発生させる。比較的呪文書式が単純な割りに威力が大きい。しかし射程が短い上威力が均一でなく、方向の制御も出来ない。より効率的で細かい制御の利く〈アサルト〉や、〈ブラスト〉系魔法の開発に伴い、あまり使われなくなった。だが、その単純な呪文書式のためか、〈シェル〉の使用者や魔族化テロを行う思想団体など、魔法を違法行使する者達が使う事も多い。
〈アサルト〉
消費拘束度数：1デュラビット
一般的な基礎級攻撃魔法で、〈インパクト〉の上位魔法に当たる。力場に封入された衝撃波を目標の身体に撃ち込んでから解放し、粉砕する。有効射程が拳銃より短く、破壊力も衝撃と火炎の〈ブラスト〉に及ばない。だが火気を伴わないため屋内で使用しても火災の危険が少なく、細かい制御も利きやすい。
〈コンプレックス・アサルト〉
消費拘束度数：3デュラビット
〈アサルト〉の複合型。幾つもの小さな〈アサルト〉を内包した力場を目標の体内に撃ち込み、解放する。これにより大量の小規模〈アサルト〉が目標の全身で改めて破裂、無数の衝撃波をまき散らし、内部から徹底的に破壊する。元々は内部に隔壁や小部屋を多く持つ戦艦や要塞の攻略用に開発された軍用魔法であった。
〈スラッグ〉
消費拘束度数：1デュラビット
打撃系の攻撃魔法。魔法士の拳打に合わせて円柱状の打撃用力場を展開し、叩き付ける。超至近距離で使用されるためその威力が周囲に拡散し難く、射程が短いので衝撃が無駄無く相手の体内に叩き込まれ、内部から構造そのものを破壊する。そのため、最大威力は象狩り用の大口径マグナムライフルをも上回る。〈アサルト〉や〈インパクト〉と違い、接近して使用する白兵戦用であるため使う場面は限られるが、他の基礎級攻撃魔法に比べ効果が単純なため、その魔力回路は小さく、呪文詠唱も短い。
〈トランプル〉
消費拘束度数：1デュラビット
高圧で対象物を押し潰す基礎級魔法。本来は工業用プレス機の代わりに使用される工業用の魔法であるが、そのトラックすらも押し潰して一抱え程の大きさに固めてしまうほどの途方もない圧力を攻撃に転用することも可能。
〈カット〉
消費拘束度数：1デュラビット
切断系の魔法。不可視の長大な力場平面を形成し、目標を切断する。力場平面を撃ち出して叩き切る〈ハック〉に対し、こちらは力場の刃を形成してスタッフを振り回して切断する“剣”のようなもの。
〈ハック〉
消費拘束度数：1デュラビット
切断系の魔法。切断用力場平面を射出し、目標を切断する。力場の刃を形成してスタッフを振り回して切断する〈カット〉に対し、こちらは力場平面を撃ち出して叩き切る“投げナイフ”のようなもの。
〈ディスポーズ〉
消費拘束度数：2デュラビット
〈ハック〉の上位魔法。切断用力場平面を網目状に発生させ、目標を縦横無尽に切り裂いてバラバラにする。脳組織を全身に分散させていて5割以上の破壊が困難な魔族に対して有効。
〈スパイラル〉
消費拘束度数：1デュラビット
基礎級攻撃魔法。螺旋状の力場を発生させ、目標を捻り潰す。上位魔法の〈ヴォルテックス〉と比べるとやや力場の大きさ・威力が劣るが、上級魔族相手でも腕・脚など身体の一部位を使用不能にする事が可能で、小型の下級魔族に対しては充分致命傷を与えることができる。
〈ヴォルテックス〉
消費拘束度数：不明
〈スパイラル〉の上位魔法。空間に強力な力場渦動を発生させて目標を束縛し、無限に小さく絞り込まれてゆく渦巻によって粒子段階にまで磨り潰して粉砕する殲滅系の魔法。
〈シールド〉
消費拘束度数：1デュラビット
〈インパクト〉と同様に初期に開発された魔法。防御用の力場平面を発生させ、敵からの攻撃を防ぐ防御魔法。同じ防御魔法である〈ディフレイド〉と比べると熱や衝撃に対する防御力は弱いが、その分発動が早く、効果時間も長い。単純な呪文書式のため、魔法を違法行使する者に使われる事が多い。
〈ディフレイド〉
消費拘束度数：1デュラビット
一般的な基礎級防御魔法。防御用の力場平面を展開し、敵からの攻撃を無効化する。単に物体を遮る〈シールド〉とは異なり、その面に作用する一定の圧力や熱、衝撃さえも遮蔽・拡散する事が出来る。そのため魔法攻撃に対してはこちらの方が有効と言える。ただ、防御力場面に触れる物に自動的に反応するため、走行中に使用すると風圧に反応してしまい効果の消滅が遅れて、敵の攻撃を遮蔽するのみならず自分側からの攻撃も遮蔽してしまうことがある。
〈シェルター〉
消費拘束度数：不明
防御力場面を展開し、一定の領域から全方位を遮断する防御魔法。単純な防壁である〈ディフレイド〉や〈シールド〉に対し、こちらは文字通り「避難所（シェルター）」である。ただし、一度発動させると効果時間が終わるまで魔法士本人も身動きが取れない。
〈ブースト〉
消費拘束度数：不明
汎用追加呪文。魔法の出力そのものを増幅する。これにより基礎級魔法でも強大な威力を持つようになり、上位魔法顕現の際に現れる赤い魔法陣が発生する。
〈フラッシュ〉
消費拘束度数：1デュラビット
光と音と魔力を激しく撒き散らす魔法。殺傷力はないが、一時的に魔族の眼をくらますことができる。
〈スティール〉
消費拘束度数：不明
かつてアルマデウス陸軍が斥候や奇襲などに使用するために開発した魔法。光や音、熱さえも遮蔽・誘導する力場平面を使用者の周囲に展開する事で、存在を察知されなくなる。元々は〈デフィレイド〉の特殊な応用例である。また、使用者の周囲には奇妙な歪みが発生する。
〈カタパルト〉
消費拘束度数：2デュラビット
周囲の光を捻じ曲げるほどの強電磁場のトンネルを発生させ、その中を通った物を加速させる補助魔法。本来は、救命魔法士が災害救助の場面で避難用のワイヤーを手っ取り早く張り巡らせるために使用する魔法であるが、その電磁場トンネルに銃弾を通過させ、音速の数十倍にも加速された超々高速の弾丸を撃ち出すという方法で戦闘にも使用可能。
〈ドライ・キル〉
消費拘束度数：2デュラビット
対象の水分を急速に奪って完全に乾燥させ、その肉体を粉末状にまで分解させる必殺の魔法。爆炎や衝撃波を伴わないため、狭い場所での戦闘に適している。元々は暗殺用として開発された。
〈ジャミング〉
消費拘束度数：1デュラビット
対象の魔力圏に無理矢理割り込み、その機能をかき乱す魔法。あらゆる攻撃を食い止める魔族の魔力圏を一時的に無効化できるため、作中では〈ジャミング〉で魔力圏をかき乱してから銃撃という戦法が多い。元々は魔力圏のかく乱により魔法攻撃を無効化するための防御魔法であった。
〈ドメイン・キャンセラ〉
消費拘束度数：6デュラビット（口頭での呪文詠唱は7デュラビット）
〈ジャミング〉の上位魔法。巨大かつ複雑な魔力回路を目標の魔力圏に組み入れて同化させ、魔族からその魔力圏に下される命令に対して片っ端から中止命令を挿入する。魔族の魔力圏に無理矢理割り込んでその機能をかき乱すだけの〈ジャミング〉とは異なり、魔族が魔力圏に下す命令を全て無効化していく。これにより、肉体活動の多くを魔力圏に依存している中級・上級魔族は生命活動そのものを狂わされ、強制停止させられてしまう。ただし、実用に耐えない程大量の拘束度数を消費する上、効果時間はわずか150秒前後である。発動位置は前もって設定しておく必要があり、それを自由に移動する事も出来ない。さらに、実際に発動してから魔力回路が目標の魔力圏を分析して組み入るまで、10秒もの時間がかかる。また、魔族の魔力圏に対する支配力が強ければ、全ての命令を無効化し切る事が出来ない事もある。
〈アクセラレータ〉
消費拘束度数：2デュラビット（口頭での呪文詠唱は3デュラビット）
レイオットが切り札の一つとしている肉体強化系の魔法。戦闘行動に不要な自分の臓器・細胞を仮死状態にし、筋肉を極限にまで強化する。これにより常人を遥かに上回る反射速度や筋力を獲得する。持続時間は肉体が「騙された」と気付くまでであり、レイオットの場合は約3分。それを過ぎると筋肉を酷使した反動で、全身を襲う激痛や出血多量による疲労で動けなくなる。強化する程度を抑える事で効果時間を延ばしたり、その後に来る反動を小さくする事も出来るが、魔法士の体調によっては血管の破裂・心臓停止などの副作用を伴う危険な魔法である。己の身体に施す魔法であるため、魔法管理局はその使用を禁じている。
〈キーネス〉
消費拘束度数：不明
かつて軍が偵察用に開発した強化系の魔法。神経細胞の限界まで聴覚を強化・鋭敏化する。〈アクセラレータ〉と同様に、自分の肉体に干渉する魔法であるため、法的には使用を禁止されている。〈アクセラレータ〉とは違って、こちらは運動能力ではなく聴覚を高めるための魔法であり、ただ耳がよくなるという単純なものではなく、世界に溢れる膨大な音声情報の中から必要な情報を取捨選択する情報処理能力を獲得すべく、使用者の大脳に干渉する機能も備わっている。しかし、聴く事に特化するという不自然な状態に脳がいつまでも耐えられず精神失調や幻聴などの副作用が頻発したため、表向きには使われなくなった。現在ではマゾヒストなどの特殊な性癖の持ち主に愛好されている。
〈スタグナント〉
消費拘束度数：不明
停滞の魔法。一定範囲の物質の相変化を選択的に調節し、疑似的に時間が停止したように見せかける特殊な魔法。繊細な化学物質の保存などに使われていたが、制御が難しい上に拘束度数を大量に消費するため、現在は使用する者はいない。作中ではロミリオとロン・コルグが使用していた。
〈ディスガイズ〉
消費拘束度数：3，4デュラビット
透明化の魔法。ある種の力場を対象物の周りに構築し周囲の光線を捻じ曲げて姿を消す。実際に対象物が消滅するのではなく、光が対象物へ触れるのを避けて歪曲することによって視覚されなくなっているだけなので、対象物に触れたりそれが発する音を聞いたりすれば存在を知覚することが可能。元々は奇襲戦や特殊邀撃戦の為に開発された軍用魔法だが、拘束度数の消費が大きい上、視覚以外にも対象を探知する方法を持つ魔法士や魔族相手にはあまり意味がないため、現在はこの魔法を使う者は少ない。

## 既刊一覧

### 本編
- 榊一郎（著）・藤城陽（イラスト） 『ストレイト・ジャケット』 富士見書房〈富士見ファンタジア文庫〉、全11巻
  - 『ストレイト・ジャケット1 ニンゲンのカタチ 〜 THE MOLD 〜』、2000年8月25日発売[8]、ISBN 4-8291-2986-7
  - 『ストレイト・ジャケット2 ツミビトのキオク 〜 THE ATTACHMENT 〜』、2001年4月20日発売[9]、ISBN 4-8291-1345-6
  - 『ストレイト・ジャケット3 オモイデのスミカ 〜 THE REGRET / FIRST HALF 〜』、2002年1月18日発売[10]、ISBN 4-8291-1407-X
  - 『ストレイト・ジャケット4 オモイデのカナタ 〜 THE REGRET / SECOND HALF 〜』、2002年4月20日発売[11]、ISBN 4-8291-1427-4
  - 『ストレイト・ジャケット5 ヨワムシのヤイバ 〜 THE EDGE 〜』、2003年1月20日発売[12]、ISBN 4-8291-1491-6
  - 『ストレイト・ジャケット6 ラクエンのサダメ 〜 THE MIRAGE 〜』、2004年3月18日発売[13]、ISBN 4-8291-1595-5
  - 『ストレイト・ジャケット7 イケニエのヒツジ 〜 THE SACRIFICE 1st. HALF 〜』、2006年3月18日発売[14]、ISBN 4-8291-1797-4
  - 『ストレイト・ジャケット8 イケニエのロンリ 〜 THE SACRIFICE 2nd. HALF 〜』、2006年4月20日発売[15]、ISBN 4-8291-1814-8
  - 『ストレイト・ジャケット9 セキガンのアクマ 〜 THE FIEND 〜』、2008年10月18日発売[16]、ISBN 978-4-8291-3346-0
  - 『ストレイト・ジャケット10 ニンゲンのオワリ 〜 THE DEATH BELL 1st.HALF 〜』、2009年11月20日発売[17]、ISBN 978-4-8291-3460-3
  - 『ストレイト・ジャケット11 ニンゲンのアシタ 〜 THE DEATH BELL 2nd.HALF 〜』、2010年9月18日発売[18]、ISBN 978-4-8291-3565-5

### 短編集・番外編
- 榊一郎（著）・藤城陽（イラスト）、富士見書房〈富士見ファンタジア文庫〉、全3巻
  - 『ストレイト・ジャケット トモガラのエン01 〜 THE RELATION 〜』、2004年11月20日発売[19]、ISBN 4-8291-1668-4
  - 『ストレイト・ジャケット ゼツボウのヒト02 〜 THE DESPAIR 〜』、2007年6月20日発売[20]、ISBN 978-4-8291-1937-2
  - 『ストレイト・ジャケット テンリンのサガ03 〜 THE GENIUS 〜』、2009年6月20日発売[21]、ISBN 978-4-8291-3412-2

## 漫画
読み切りの形で、『ヤングアニマル嵐』（2004年22号、白泉社）に漫画化された。作画は西川秀明。未単行本化。

## アニメ
T.O Entertainmentのプロデュースによるアニメ化。
製作には、『攻殻機動隊』『BLOOD THE LAST VAMPIRE』を世界へ伝えたアメリカの大手配給会社であるマンガ・エンタテイメントと日本発売以前にライセンス契約し、米プロデューサー陣が参加する日米共同製作となった。
2007年秋より全3巻でDVDが先行リリース。
2008年夏にインターナショナル版が全米に展開される。そのインターナショナル版は同年6月28日より日本のシネマート六本木にて世界に先駆けて特別逆輸入上映された。

### 発売日
- 1巻 「THE CAST ～ニンゲンのクビキ～」2007年11月30日発売
- 2巻 「THE CONVICTS ～トガビトのキオク～」2008年1月31日発売
- 3巻 「THE RELIEF ～ショクザイのミライ～」2008年4月30日発売

### キャスト
- レイオット・スタインバーグ - 三木眞一郎[22]
- カペルテータ・フェルナンデス - 真堂圭[22]
- ネリン・シモンズ - 前田愛[22]
- ジャック・ローランド - 小橋達也[22]
- フィリシス・ムーグ - 浅野まゆみ[22]
- ブライアン・メノ・モデラート：石井康嗣[22]
- ファーゴ・レスポール - 永野善一
- アイザック・ハモンド - 笹沼晃[22]
- レイチェル・ハモンド - 今井麻美[22]

### スタッフ
- 原作 - 榊一郎（富士見ファンタジア文庫刊）[23]
- 監督 - ウシロシンジ[23]
- シリーズ構成・脚本 - 榊一郎[23]
- キャラクター原案 - 藤城陽[23]
- キャラクターデザイン - 湯本佳典[23]
- メカデザイン - 福島秀機[23]
- 美術監修 - 松本浩樹[23]
- 美術監督 - 鈴木隆文[23]
- 美術設定 - 峯岸功[23]
- 色彩設計 - 岩井田洋[23]
- 撮影監督 - 口羽毅[23]
- 3DCGデザイナー - サトウユーゾー[23]
- 編集 - 瀬山武司[23]
- 音響監督 - 榎本崇宏[23]
- 音響制作 - ドリーム・フォース
- 音楽 - 柳川剛[23]
- アニメーション制作 - feel.[23]
- プロデューサー - 小山倫良、川崎とも子
- エクゼグティブ・プロデューサー - 柴田維、ムファウメ薫